# Henry Cohen (numismate)
Pour les articles homonymes, voir Henry Cohen et Cohen.
Henry Cohen (Amsterdam, 21 avril 1806– Paris, 17 mai 1880) est un numismate français, spécialiste des monnaies romaines et auteur d'un catalogue des monnaies impériales qui fait référence dans les milieux numismatiques jusqu'à la publication du Roman Imperial Coinage au XXe siècle. Il s'est également illustré par ses travaux sur la bibliophilie et ses théories sur la musique.

## Biographie
Henry Cohen est né le 21 avril 1806 à Amsterdam. Il est passionné par la musique au sujet duquel il écrit plusieurs ouvrages en collaboration avec le baron Jean de Witte, lui aussi numismate, et surtout il collectionne les monnaies romaines et de livres anciens.
En 1832-34 puis 1838-1839, il est compositeur d'opéra à Naples, certaines de ses œuvres étant créées sous le nom de Carlo Coen. En 1841, son opéra Antonio Foscarini fut créé avec succès au Teatro Comunale de Bologne, provoquant un renouveau l'année suivante au Teatro Regio de Turin. Il fut ensuite professeur de musique à Paris, notamment au Conservatoire de Paris, et fut pendant un temps directeur du conservatoire de Lille.
Cohen écrit plusieurs compositions, dont une, l'opéra "l'Impératrice", fut jouée, vers 1834, à Naples, Paris et Londres. De plus, il a publié quatre essais sur la théorie de la musique. Professeur de chant, il conseille à Marguerite Baux de débuter dans le rôle de Rachel dans La Juive en février 1876.
Il entre au Cabinet des médailles de la bibliothèque nationale de France en 1859 comme surnuméraire et sera nommé bibliothécaire en 1875. Il publie divers ouvrages dont la Description historique des Monnaies frappées sous l'Empire romain, catalogue des monnaies romaines recensées à son époque, allant de Pompée à Romulus Augustule, qui fait référence à la fin du XIXe siècle et une partie du XXe siècle.
Amateur d'estampes et bibliophile, il est l'auteur d'un ouvrage de référence sur le livre illustré au XVIIIe siècle : le Guide de l'amateur de livres à vignettes du XVIIIe siècle, qui connait six rééditions entre 1870 et 1912.
Il décède le 17 mai 1880 à Bry-sur-Marne où il est inhumé.